# Зоя Зауцена
Зоя Зауцена († 899) е византийска императрица, втора съпруга на император Лъв VI Философ.

## Брак с Лъв VI Философ
Първоначално Зоя е омъжена за видния византийски сановник Теодор Гуниацис. След неговата смърт (по някои данни, съпругът ѝ е отровен по заповед на императора) Зоя става любовница на Лъв VI, който по това време е женен за Теофания. През 893 г. императрица Теофания се оттегля в манастир, а мястото ѝ в двора е заето от Зоя. Въпреки това няма сигурни данни за статуса на Зоя Зауцена в периода 893 – 897. Според Симеон Метафраст бракът на Лъв VI и Теофания е разтрогнат скоро след оттеглянето ѝ в манастира, а императорът се оженил за Зоя. Според Теофан Изповедник първият брак на Лъв VI така и не бил анулиран, поради което връзката на императора и Зоя била дълго време незаконна. Теофан посочва, че Зоя и Лъв VI са венчани през 898 г. след смъртта на Теофания през 897 г.. Но и двамата историци са категорични, че след брака си императора Зоя Зауцена получава единствено титлата августа.
Зоя Зауцена умира през 899 г. без да роди мъжки наследник на императора.

## Деца
Зоя ражда на Лъв VI две дъщери:
- Анна
- дъщеря, чието име е неизвестно